# Arabis verna
Arabis verna — вид квіткових рослин родини капустяних (Brassicaceae).

## Біоморфологічна характеристика
Це однорічні трави 3–25(40) см заввишки, одно- чи багатостовбурні. Стебла прямовисні чи висхідні, прості чи розгалужені в нижній половині; біля основи густо запушені. Приземні листки 13–65 × 6–30 мм, обернено-яйцеподібні, пилчасті; стеблові листки нечисленні, яйцеподібні, пилчасті. Суцвіття зазвичай складається з 1–4(8) квіток. Чашолистки (3.6)4.5–5.5(6.5) мм, еліптичні, з вузьким плівчастим краєм, нещільно ворсинчасті. Пелюстки 6–10 × 1.5–2 мм, зворотно-ланцетні, фіолетово-пурпурні чи фіолетово-блакитні. Стручки 35–70 × 1.0–2.2 мм, жорсткі, прямовисні, голі чи запушені. Насіння 1.3-1.7 × ≈ 1 мм, вузькокриле, темно-коричневе чи чорнувате. 2n = 16, 32.

## Поширення
Росте на півдні Європи (Албанія, Франція, Греція, Італія, Україна — Крим, Іспанія, Боснія і Герцеговина, Чорногорія, Хорватія, Македонія), на півночі Африки (Алжир, Лівія, Марокко, Єгипет [у т. ч. Синай], Туніс), на заході Азії (Кіпр, Туреччина [у т. ч. європейська], Ліван-Сирія, Ізраїль-Йорданія). Населяє тінисті береги, скелі тощо.